# Красивский сельсовет (Инжавинский район)
Красивский сельсовет — сельское поселение в Инжавинском районе Тамбовской области Российской Федерации.
Административный центр — село Красивка.

## История
Статус и границы сельского поселения установлены Законом Тамбовской области от 17 сентября 2004 года № 232-З «Об установлении границ и определении места нахождения представительных органов муниципальных образований в Тамбовской области».

## Население
| 2010  | 2012  | 2013  | 2014  | 2015  | 2016  | 2017  |
| ----- | ----- | ----- | ----- | ----- | ----- | ----- |
| 2478  | ↘2412 | ↘2326 | ↘2291 | ↘2237 | ↗2302 | ↘2120 |
| 2018  | 2019  | 2020  | 2021  |       |       |       |
| ↘2077 | ↘1981 | ↘1974 | ↘1792 |       |       |       |

## Состав сельского поселения
| № | Населённый пункт | Тип населённого пункта       | Население |
| - | ---------------- | ---------------------------- | --------- |
| 1 | Богачёвка        | деревня                      | ↘84       |
| 2 | Коноплянка       | деревня                      | ↘333      |
| 3 | Красивка         | село, административный центр | ↘1273     |
| 4 | Криволучье       | село                         | ↘76       |
| 5 | Плодопитомник    | посёлок                      | ↘272      |
| 6 | Хорошавка        | село                         | ↘440      |